# Здравеопазване на Израел
Здравеопазването на Израел е универсално, тоест всеобщо и за всички израелски граждани.

## Медицински изследвания
Израел е световен лидер в медицинските (medical research) и парамедицински изследвания и биоинженерство. Биотехнологии, медицински и клинични изследвания представляват над половината от научните публикации на Израел, а индустриалният сектор използва тези обширни знания за разработване на нови фармацевтични продукти, медицинско оборудване и терапии за лечение.  Сред другите области на медицината Израел е лидер в изследванията стволови клетки, с най-голям брой статии, патенти и изследвания проучвания на глава от населението, , както и изследвания в областта на регенеративната медицина.